# Kreistag (Mecklenburg-Vorpommern)
Die Kreistage Mecklenburg-Vorpommerns sind die kommunalen Vertretungskörperschaften auf der Ebene der Landkreise.

## Grundlagen
Die rechtlichen Grundlagen für die Kreistage und die Stadtvertretungen der kreisfreien Städte in Mecklenburg-Vorpommern finden sich in der Kommunalverfassung für das Land Mecklenburg-Vorpommern (KV M-V). Genauer im Teil 2 Abschnitt 2 in den Paragraphen 103 bis 119. Die Aufgaben werden im § 104 KV M-V umrissen.
Die Zusammensetzung der Kreistage regelt das Gesetz über die Wahlen im Land Mecklenburg-Vorpommern (LKWG M-V). Der § 60 Abs. 3 legt die Anzahl der Mitglieder der Kreistage fest. Landkreise mit bis zu 175.000 Einwohnern haben 61 Mitglieder, über 175.000 Einwohner 69. In Landkreisen mit einer Fläche über 4000 km² erhöht sich die Anzahl jeweils um 8 Abgeordnete.
| Kreistage      | Kreistage       | Kreistage | Kreistage   |
| Einwohner      | Fläche          | Sitze     | Landkreise  |
| -------------- | --------------- | --------- | ----------- |
| bis zu 175.000 | bis zu 4000 km² | 61        | NWM         |
| bis zu 175.000 | über 4000 km²   | 69        | –           |
| über 175.000   | bis zu 4000 km² | 69        | LRO, VG, VR |
| über 175.000   | über 4000 km²   | 77        | LUP, MSE    |

Bei den beiden kreisfreien Städten richtet sich die Anzahl der Mitglieder nach § 60 Abs. 2, der die Mitgliederzahl der Gemeindevertretungen festlegt. Nachfolgend der betreffende Auszug ab 75.000 Einwohnern:
| Stadtvertretungen | Stadtvertretungen | Stadtvertretungen |
| Einwohner         | Sitze             | Städte            |
| ----------------- | ----------------- | ----------------- |
| 75.001 – 100.000  | 45                | Schwerin          |
| 100.001 – 150.000 | 47                | –                 |
| über – 150.000    | 53                | Rostock           |

Die Zahlen sind Maximalangaben, da es im mecklenburg-vorpommerschen Kommunalwahlrecht keine Überhangmandate gibt. Eine Unterschreitung ist jedoch zulässig. Die Regelungen über das Ausscheiden und Nachrücken finden sich in den Paragraphen 53 bis 55 KWahlG M-V. Eine Partei muss vor der Wahl eine Kandidatenliste aufstellen. Bekommt nun eine Partei so viele Stimmen, dass sie nicht alle ihr zustehenden Sitze mit Kandidaten von der Liste besetzen kann, verringert sich die Gesamtzahl der Sitze in der Vertretungskörperschaft um die nicht besetzbaren Sitze. Eine Nachnominierung von Kandidaten, um alle zustehenden Sitze besetzen zu können, ist nicht möglich. Im Landkreis Ludwigslust-Parchim standen zum Beispiel dem BSW nach der Wahl 2024 sieben Sitze zu. Die Partei hatte allerdings nur sechs Kandidaten auf ihrer Liste. Somit verringerte sich die Gesamtzahl der Sitze im Kreistag um einen Platz.
Jeder Wahlberechtigte hat drei Stimmen, die er nur einer oder auf bis zu drei Parteien / Personen verteilen kann (§4 KWahlG M-V).

## Kreise bzw. kreisfreie Städte und ihre Vertretungen
| Körperschaft                          | Bezeichnung     | Verwaltungssitz | Abgeordnete |
| ------------------------------------- | --------------- | --------------- | ----------- |
| Rostock                               | Bürgerschaft    | –               | 53          |
| Schwerin                              | Stadtvertretung | –               | 45          |
| Landkreis Ludwigslust-Parchim         | Kreistag        | Parchim         | 76 ⚹        |
| Landkreis Mecklenburgische Seenplatte | Kreistag        | Neubrandenburg  | 77          |
| Landkreis Nordwestmecklenburg         | Kreistag        | Wismar          | 61          |
| Landkreis Rostock                     | Kreistag        | Güstrow         | 69          |
| Landkreis Vorpommern-Greifswald       | Kreistag        | Greifswald      | 69          |
| Landkreis Vorpommern-Rügen            | Kreistag        | Stralsund       | 69          |

## Aktuelle Zusammensetzung
Die letzten Wahlen der Kreistage fanden am 9. Juni 2024 statt.
Derzeit sind folgende Parteien in allen Kreistagen und Stadtvertretungen vertreten: AfD, CDU, SPD, Die Linke, Bündnis 90/Die Grünen und FDP.
CDU und AfD sind in je drei der sechs Landkreise die stärkste Partei. In Schwerin stellt die AfD die meisten Abgeordneten. In der Rostocker Bürgerschaft sind CDU und AfD gleich stark vertreten.
Die folgende Übersicht stellt die Zusammensetzung aller Kreistage dar. Aufgeführt sind Parteien mit landesweit mindestens 10 Abgeordneten.

### Tabellarische Übersicht
| Körperschaft                   | AfD | CDU | SPD | Linke | Grüne | BSW | FDP | Sonst. |
| ------------------------------ | --- | --- | --- | ----- | ----- | --- | --- | ------ |
|                                |     |     |     |       |       |     |     |        |
| Rostock                        | 09  | 09  | 08  | 8     | 6     | 05  | 2   | 06     |
| Schwerin                       | 12  | 09  | 08  | 5     | 3     | –   | 2   | 06     |
| LK Ludwigslust-Parchim         | 19  | 20  | 12  | 6     | 3     | 06  | 2   | 08     |
| LK Mecklenburgische Seenplatte | 23  | 18  | 09  | 5     | 3     | 11  | 2   | 06     |
| LK Nordwestmecklenburg         | 16  | 14  | 11  | 6     | 4     | –   | 2   | 08     |
| LK Rostock                     | 18  | 19  | 10  | 6     | 3     | –   | 2   | 11     |
| LK Vorpommern-Greifswald       | 20  | 17  | 05  | 4     | 4     | 07  | 1   | 11     |
| LK Vorpommern-Rügen            | 18  | 20  | 05  | 7     | 4     | –   | 2   | 13     |
|                                |     |     |     |       |       |     |     |        |
| Gesamt                         | 135 | 126 | 68  | 47    | 30    | 29  | 15  | 69     |

### Halbkreisdiagramme
| Kreisfreie Städte     | Kreisfreie Städte           |
| Rostock               | Schwerin                    |
| Landkreise            | Landkreise                  |
| Ludwigslust-Parchim   | Mecklenburgische Seenplatte |
| Nordwestmecklenburg   | Rostock                     |
| Vorpommern-Greifswald | Vorpommern-Rügen            |
| --------------------- | --------------------------- |

| Legende  Alternative für Deutschland  Christlich Demokratische Union Deutschlands  Sozialdemokratische Partei Deutschlands  Die Linke  Bündnis 90/Die Grünen  Bündnis Sahra Wagenknecht  Freie Demokratische Partei  Sonstige |